# Phaedropsis flavipennis
Phaedropsis flavipennis is een vlinder uit de familie van de grasmotten (Crambidae). De wetenschappelijke naam van deze soort is voor het eerst gepubliceerd in 1901 door William James Kaye.
Deze soort komt voor in Trinidad.